# Эволюционно стабильная стратегия
Эволюционно стабильная стратегия (ЭСС) (англ. evolutionarily stable strategy) — стратегия социального поведения, которая, будучи принята достаточно большим числом членов популяции, не может быть вытеснена никакой другой стратегией (см. также Равновесие Нэша).
Понятие было впервые использовано английским биологом Дж. Мейнардом Смитом в 70-х годах XX века для описания видоспецифических признаков, характеризующих поведение индивида в широком диапазоне социальных ситуаций, направленных на решение повторяющихся адаптационных задач.

## Эволюционно стабильные стратегии и равновесие Нэша
ЭСС является переработанным и эволюционно «стабильным» вариантом равновесия Нэша. Будучи принятой большинством членов популяции, ЭСС не может быть заменена на другую стратегию таким естественным механизмом как мутация. ЭСС применяется вместо равновесия Нэша для решения проблем теории игр в тех областях, где равновесие Нэша использовать некорректно ввиду его идеализированности; к таким областям, в частности, относятся антропология, политология, философия, а также проблемы эволюции.
Одним из основных отличий ЭСС от равновесия Нэша является то, что в последнем случае игроки знают о правилах игры и действуют целенаправленно, стремясь получить максимальную выгоду. ЭСС же намного реалистичней, поскольку в ней игрок является индивидуумом, чья стратегия поведения унаследована генетически, а не формируется как реакция на поведение других игроков. Более того, игроки могут не осознавать своего участия в игре и действовать интуитивно. «Выигрышем» здесь является приспособленность.
Несмотря на существующие различия, ЭСС и равновесие Нэша могут совпадать. Можно сказать, что каждая эволюционно стабильная стратегия является равновесием Нэша, но не каждое равновесие Нэша является эволюционно стабильной стратегией.

## Теоретические представления об эволюционно стабильных стратегиях
По мнению Дж. Мейнарда Смита, эволюционно стабильная стратегия представляет собой набор устойчивых образцов (паттернов) поведения, которые используются индивидами в социальном соревновании в условиях, где ресурсы ограничены. Основной характеристикой эволюционно стабильной стратегии является избирательность поведенческих проявлений по отношению к окружающим, формирующаяся в ходе естественного отбора.
Для того чтобы наглядно представить, как формируются эволюционно стабильные стратегии, социальное соревнование зачастую сравнивают с игрой в покер.
Так, чтобы выиграть крупную сумму, нельзя на протяжении всей игры быть честным и соблюдать правила, или всегда обманывать и обходить правила. В первом случае можно стать «жертвой обмана» других, а во втором, — вообще быть изгнанным из игры. Поэтому оптимальной должна стать такая стратегия поведения, в которой сочетается ряд различных особенностей: быть честным с участниками, но при этом не упускать возможности «смухлевать» и обеспечить себе максимальный выигрыш, оставаясь незамеченным; позволять другим обмануть себя «в малом», чтобы затем выиграть в «большом»; объединиться с одним из участников игры против другого и т. п. (Дилемма заключённого)

## Эволюционно стабильные стратегии и инварианты социального поведения
Наблюдать эволюционно стабильные стратегии человека можно, рассмотрев четыре основных инварианта социального поведения:
- альтруистический
- репродуктивный
- агрессивный
- статусный